# Pudahuel

đô thị Pudahuel bên trong Vùng đô thị đại Santiago.

Pudahuel (tiếng Mapudungun "địa điểm của nước" hay "nơi hải âu tụ về") là một đô thị của Chile, ở tỉnh Santiago, vùng đô thị Santiago. Sân bay quốc tế Comodoro Arturo Merino Benítez của Santiago nằm ở đô thị này.

## Các số liệu thống kê
- Diện tích: 197,4 km²[1]
- Dân số: 237.863 (ước 2006)[1]
- Thu nhập bình quân năm/hộ: 19.883 USD (PPP, 2006)[1]
- Tỷ lệ dân số sống dưới ngưỡng nghèo: 7,1% (2006)[2]
- Chỉ số chất lượng cuộc sống khu vực: 71,61, trung bình thấp, 39/52 (2005)
- Chỉ số phát triển con người: 0,735, xếp 59/341 (2003)[3]